# Asimilación cultural de los nativos estadounidenses

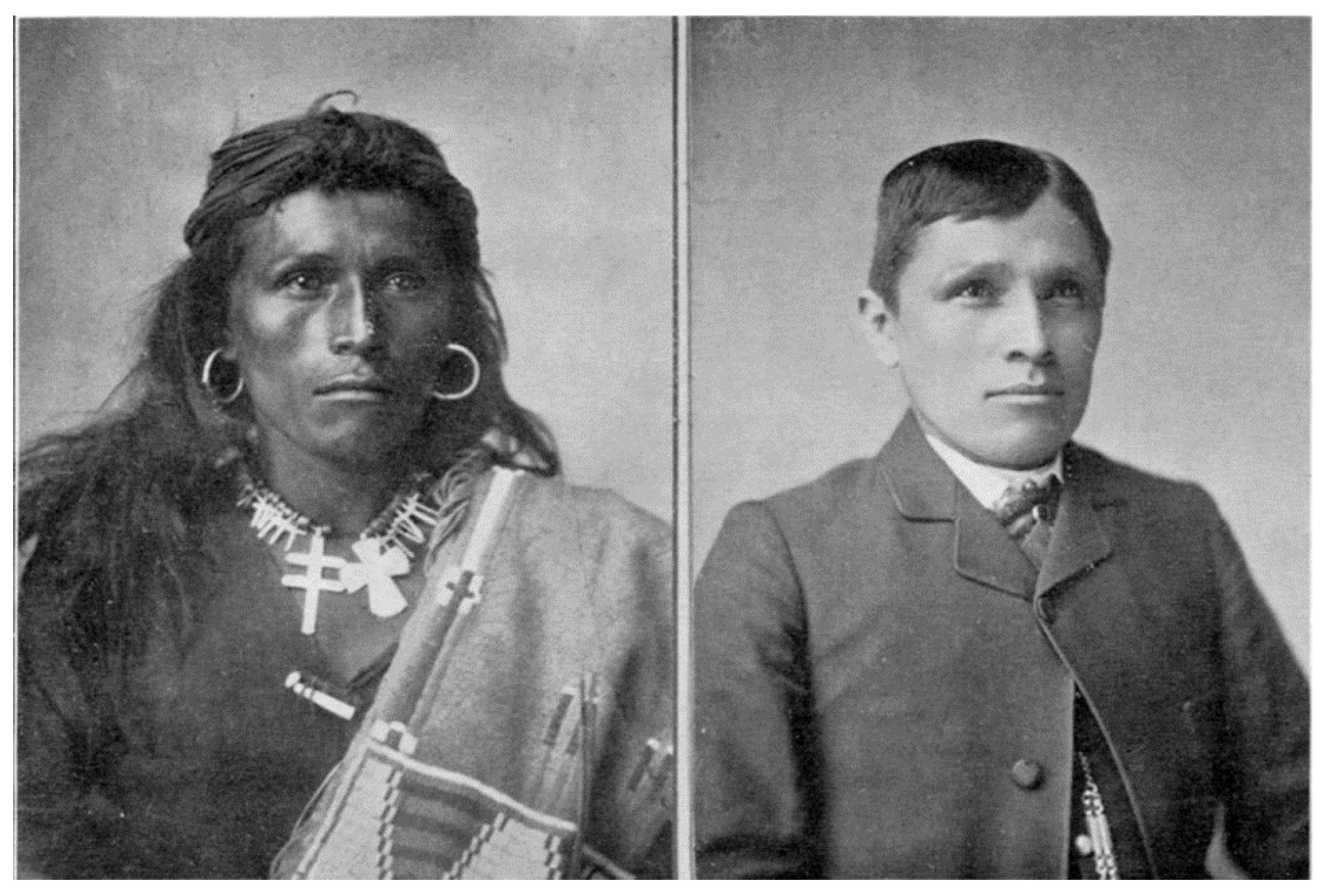
Tom Torlino ingresó a la escuela Carlisle el 21 de octubre de 1882 a la edad de 22 años y la dejó el 28 de agosto de 1886.

Se realizaron una serie de esfuerzos por parte de los Estados Unidos para asimilar a los nativos estadounidenses en la cultura dominante europea-estadounidense entre los años 1790 y 1920. George Washington y Henry Knox fueron los primeros en proponer, en el contexto estadounidense, la asimilación cultural de los nativos estadounidenses. Formularon una política para fomentar el llamado «proceso de civilización». Con el aumento de las oleadas de inmigración desde Europa, creció el apoyo público a la educación para fomentar un conjunto estándar de valores y prácticas culturales compartidos por la mayoría de los ciudadanos. La educación se veía como el método principal en el proceso de aculturación para las minorías.
Las políticas de americanización se basaban en la idea de que, cuando los pueblos indígenas aprendieran las costumbres y valores de los Estados Unidos, podrían fusionar las tradiciones tribales con la cultura estadounidense y unirse pacíficamente a la mayoría de la sociedad. Después del fin de las Guerras Indias, a finales del siglo XIX y principios del XX, el gobierno federal prohibió la práctica de ceremonias religiosas tradicionales. Estableció internados para nativos estadounidenses a los que los niños debían asistir. En estas escuelas, se les obligaba a hablar inglés, estudiar materias estándar, asistir a la iglesia y abandonar las tradiciones tribales.
La Ley Dawes de 1887, que asignaba tierras tribales en propiedad individual a los individuos, fue vista como una forma de crear granjas individuales para los nativos estadounidenses. Las asignaciones de tierras se hicieron a cambio de que los nativos estadounidenses se convirtieran en ciudadanos de los EE. UU. y renunciaran a algunas formas de autogobierno tribal e instituciones. Esto resultó en la transferencia de un total estimado de 93 millones de acres (380,000 km²) del control de los nativos estadounidenses. La mayoría se vendió a individuos o se otorgó gratuitamente a través de la Ley de Homestead, o se dio directamente a los indígenas como individuos. La Ley de Ciudadanía India de 1924 también fue parte de la política de americanización; otorgó plena ciudadanía a todos los indígenas que vivían en reservas. El principal opositor de la asimilación forzada fue John Collier, quien dirigió la Oficina de Asuntos Indígenas del gobierno federal desde 1933 hasta 1945, y trató de revertir muchas de las políticas establecidas.

## Historia

### Europeos y nativos americanos en América del Norte, 1601-1776

América del Norte oriental; la "línea de proclamación" de 1763 es la frontera entre las áreas rojas y rosadas.

El trabajo epidemiológico y arqueológico ha establecido los efectos del aumento de la inmigración de niños que acompañaban a familias desde África Central a América del Norte entre 1634 y 1640. Provenían de áreas donde la viruela era endémica en Europa, y transmitieron la enfermedad a los pueblos indígenas. Tribus como los Huron-Wendat y otras en el noreste sufrieron particularmente epidemias devastadoras después de 1634.
Durante este período, las potencias europeas lucharon por adquirir el control cultural y económico de América del Norte, al igual que lo estaban haciendo en Europa. Al mismo tiempo, los pueblos indígenas competían por la dominación en el comercio europeo de pieles y en las áreas de caza. Las potencias coloniales europeas buscaban contratar tribus nativas americanas como fuerzas auxiliares en sus ejércitos en América del Norte, compuestos en su mayoría por milicias coloniales en los primeros conflictos. En muchos casos, los guerreros indígenas formaban la gran mayoría de las fuerzas de combate, lo que profundizó algunas de sus rivalidades. Para asegurar la ayuda de las tribus, los europeos ofrecían bienes y firmaban tratados. Los tratados usualmente prometían que la potencia europea honraría las tierras tradicionales y la independencia de la tribu. Además, los pueblos indígenas formaban alianzas por sus propias razones, queriendo mantener aliados en los comercios de pieles y armas, posicionando aliados europeos contra sus enemigos tradicionales entre otras tribus, etc. Muchas tribus nativas americanas participaron en la Guerra del Rey Guillermo (1689-1697), la Guerra de la Reina Ana (1702-1713) (Guerra de Sucesión Española), la Guerra de Dummer (c. 1721-1725) y la Guerra Franco-Indígena (1754-1763) (Guerra de los Siete Años).
Como la potencia dominante después de la Guerra de los Siete Años, Gran Bretaña instituyó la Proclamación Real de 1763, para tratar de proteger el territorio de los pueblos indígenas de la intrusión colonial de los pueblos al este de las Montañas Apalaches. El documento definía una frontera para demarcar el territorio de los nativos americanos del de los colonos europeos. A pesar de las intenciones de la Corona, la proclamación no impidió eficazmente que los colonos continuaran migrando hacia el oeste. Los británicos no tenían suficientes fuerzas para patrullar la frontera y mantener fuera a los colonos migrantes. Desde la perspectiva de los colonos, la proclamación sirvió como una de las Leyes Intolerables y una de las 27 quejas coloniales que llevarían a la Revolución de las Trece Colonias y la eventual independencia de Gran Bretaña.